# La Liberté guidant le peuple
La Liberté guidant le peuple est une huile sur toile d'Eugène Delacroix réalisée en 1830, inspirée de la révolution des Trois Glorieuses. Présenté au public au Salon de peinture et de sculpture de 1831 sous le titre de Scènes de barricades, le tableau est ensuite exposé au musée du Luxembourg à partir de 1863 puis transféré au musée du Louvre en 1874 où il fut l'un des plus fréquentés. En 2013, il est la pièce majeure de l'exposition La Galerie du temps au Louvre-Lens.
Devenue un symbole de la république triomphante, ce qui ne correspond pas à l'intention de Delacroix, l'œuvre ne s'est imposée dans l'imaginaire collectif français que sous la Troisième République. Par son aspect allégorique et sa portée politique, elle a été fréquemment choisie comme symbole de la République française, de la liberté ou de la démocratie dans le monde. Elle demeure au XXIe siècle une icône médiatique (de) au fil de ses détournements, emprunts et appropriations de différentes expressions artistiques.

## Description
Le tableau représente une scène de barricade effondrée, franchie par les émeutiers du peuple de Paris qui s'est soulevé contre le roi Charles X. À l'arrière-plan, sortant de la fumée qui entoure Notre-Dame, on peut apercevoir les baïonnettes d'un bataillon d'infanterie attaqué par des tirs venant des fenêtres. Sur l'une des deux tours de la cathédrale, flotte le drapeau tricolore, ce qui situe la scène sur la rive droite de la Seine, probablement à proximité de l'hôtel de Ville, mais aucune topographie précise n'est identifiable car Delacroix a imaginé cette vue,. La composition pyramidale s'inspire directement de celle du tableau de Géricault Le Radeau de La Méduse ainsi que celle d'un autre tableau de Delacroix, Scènes des massacres de Scio.
Cette construction géométrique repose sur deux triangles dans lesquels s'inscrivent les principaux protagonistes. « Si l'on trace une diagonale de l'angle en haut à gauche jusqu'à celui du bas à droite, on observe que les deux triangles ainsi délimités diffèrent par leurs tonalités : plus sombre du côté de la masse des combattants qu'on aperçoit, derrière le personnage en haut-de-forme, plus claire pour celui dans lequel s'inscrivent la Liberté et le drapeau. Le noir et le brun-ocre dominent chez les combattants (vêtements, fumée, poussière, boue…). La Liberté est mise en valeur par la couleur plus claire de sa robe jaune à double ceinture, dans la lumière ».
Au premier plan, associés aux matériaux – pavés et poutres – qui forment cette barricade, les corps de soldats morts apparaissent tordus et désarticulés : à gauche l'un d'eux gît en chemise blanche et dénudé alors qu'à droite sont étendus un membre de la garde royale (avec son shako qui a roulé au sol) et, face contre terre, un cuirassier identifiable par son épaulette blanche. Ils forment la base horizontale des deux triangles. Les différents insurgés qui accompagnent la Liberté sont des archétypes sociaux : un paysan blessé, foulard noué sur la tête, émerge des décombres, le corps et le regard tendus vers une femme du peuple, coiffée d'un bonnet phrygien dont s'échappent des mèches. Celle-ci, représentée en pied, occupe de fait la place principale. Elle brandit du bras droit par la hampe un drapeau tricolore qui occupe l'axe médian de la toile, et tient dans sa main gauche un fusil à baïonnette. Sa poitrine est en partie découverte.
On distingue quatre autres personnages aux abords de la barricade : deux enfants des rues : l'un, à droite, giberne en bandoulière, coiffé d'un béret, et brandissant des pistolets de cavalerie, la bouche ouverte sur un cri ; l'autre, à l'extrême gauche, coiffé d'un bonnet de police des voltigeurs de la Garde nationale (probablement récupéré sur l'un d'entre eux) s'agrippant au pavé ; un homme armé d'un tromblon à deux canons parallèles, en redingote et cravate, coiffé d'un haut-de-forme, laissant penser que c'est un bourgeois, mais portant le pantalon et la ceinture des ouvriers, les genoux sur la barricade, Delacroix jouant sur cette ambiguïté pour symboliser le rassemblement des classes sociales ; et un manufacturier portant un tablier, un pantalon à pont, un béret, un sabre briquet à la main, un pistolet retenu par un foulard rouge et sa banderole sur l'épaule. La lumière du soleil couchant se mêle aux fumées des canons pour engendrer une aura à la figure féminine et au gamin à droite. Derrière, on peut voir les étudiants, dont un élève de l'École polytechnique portant le traditionnel bicorne, et un détachement de grenadiers en tenue de campagne et capote grise.
Les couleurs dominantes, le bleu, le blanc et le rouge, émergent des teintes grises et brunes. La lumière semble provenir du côté gauche. Les couleurs chaudes dominent le corps des émeutiers. La répartition des accents colorés concourt à l'ordonnance du tableau. « Des contrepoints rouges soutiennent l'écarlate du drapeau ; le parallélisme des banderoles de buffleterie blanche est raccordé par les éclats des guêtres et de la chemise du cadavre gisant ; la chaussette bleue de ce dernier et la blouse de l'ouvrier font écho à l'indigo du drapeau. Les bleus et les rouges laissant entendre un demi-ton plus bas que les "trois couleurs", poussant ainsi leur vibration à l'extrême ». Altérées par l'application de huit couches de vernis successives, les couleurs d'origine ont retrouvées grâce à des travaux de restauration terminés en 2024.
|                                                                            |
| Frontispice au Voyage pittoresque de la Grèce du comte de Choiseul (1778). |

|                                                                        |
| Jeanne Hachette au siège de Beauvais en 1472 de Barbier l’aîné (1781). |

|                                                                         |
| Napoléon sur le champ de bataille d'Eylau par Antoine-Jean Gros (1808). |

|                                             |
| Le Radeau de La Méduse de Géricault (1818). |

|                                                   |
| Scènes des massacres de Scio de Delacroix (1824). |

|                                                                              |
| Eh bien oui … ! Charbonnier est maître chez lui d'Hippolyte Bellangé (1830). |

## Sujet du tableau

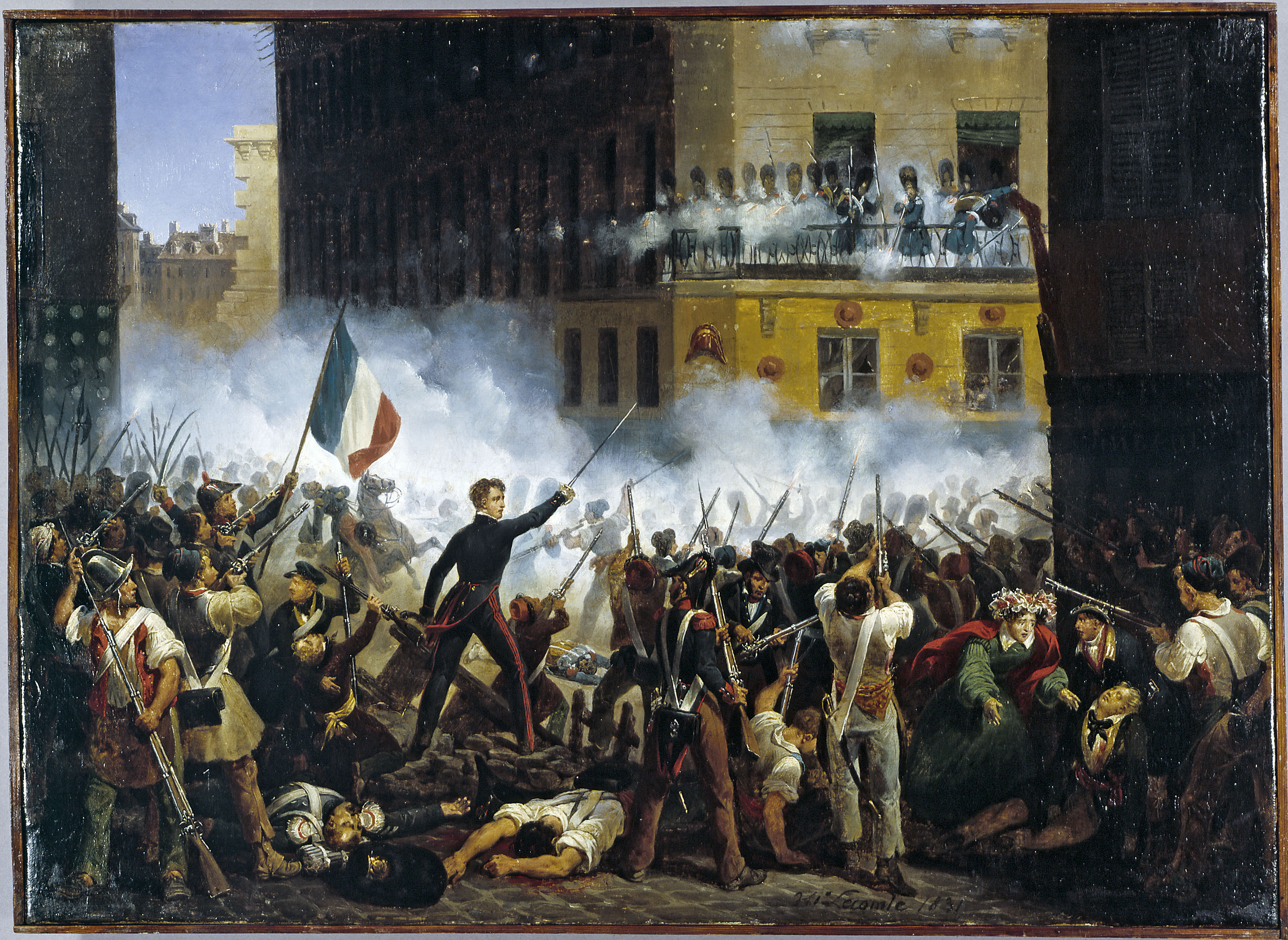
Hippolyte Lecomte, Combat de la rue de Rohan le 29 juillet 1830, musée Carnavalet.

Le peintre a fait connaître sa toile comme une allégorie inspirée par l'actualité la plus brûlante,. Elle a pour cadre les trois journées du soulèvement populaire parisien contre Charles X, les 27, 28 et 29 juillet 1830, connues sous le nom des Trois Glorieuses.
Le 25 juillet, Charles X publie quatre ordonnances dans le but d'écraser l'opposition libérale. Ces mesures comprenaient la suspension de la liberté de la presse périodique, la dissolution de la Chambre des députés des départements, la réforme du suffrage censitaire favorable à l'aristocratie et convocation des collèges électoraux pour le mois de septembre. L'opposition appelle à la désobéissance. Les classes moyennes et le peuple de Paris se révoltent. La capitale se couvre de drapeaux tricolores et de barricades. Le peintre a nommé sa toile 28 juillet, date cruciale de la prise de l'hôtel de ville par les émeutiers. À la faveur de trois jours d'émeutes, Charles X abdique. Louis-Philippe prête fidélité à la Charte révisée le 9 août, inaugurant la monarchie de Juillet.

## Contexte de la réalisation et genèse de l'œuvre
Quand Delacroix livre la Liberté guidant le peuple, il est reconnu comme le chef de file de l'école romantique française. Il rejette l'idéal classique et les canons de l'art académique de son temps. Le peintre, dandy parisien, libéral certes mais tout autant conservateur, est un bonapartiste et un antirépublicain déclaré. Son tableau ne vise donc pas à symboliser la république triomphante mais l'avènement du nouveau régime monarchique qui, dès 1832, voudra effacer le paradoxe de ses origines révolutionnaires. Pour s'attribuer les faveurs du roi, Delacroix, cyniquement, loue comme les autres, l'union des Français derrière Louis-Philippe, sa carrière dépendant des commandes officielles à une époque où la demande des collectionneurs reste encore faible. Cependant, son tableau a aussi une portée politique. Romantique porté par un sentiment philhellénique et qui s'est engagé pour la cause de l'indépendance grecque, il est sensible à l'autodétermination du peuple français,.
Réalisée à partir d'esquisses tracées par l'auteur dès le 20 septembre 1830, l'œuvre achevée en trois mois n'est plus une « peinture d'histoire ». Eugène Delacroix en fait part à son frère le 18 octobre 1830 : « J'ai entrepris un sujet moderne, une barricade, et si je n’ai pas vaincu pour la patrie, au moins peindrai-je pour elle ». L'artiste témoigne ici de la ferveur romantique qui lui fait traduire les événements révolutionnaires dont il est contemporain. Car si Delacroix appartient à une longue lignée de grands révolutionnaires qu'a produite le « pays des révolutions », il n'est pas un révolutionnaire convaincu à l'image de son ami Adolphe Thiers. Comme pour la cause grecque, sa bataille est avant tout d'atelier. De son propre aveu, il a traversé les événements de juillet 1830 comme « un simple promeneur ». Difficile pour le peintre de prendre parti contre le pouvoir qui a été l'un de ses principaux commanditaires. Cependant, la violence de la rue et le patriotisme réinventé enflamment son imagination picturale. À en croire Alexandre Dumas, ce serait la vue du drapeau flottant sur Notre-Dame – ce qui explique la présence dans le coin droit supérieur des tours de Notre-Dame – qui l'aurait fait basculer :

« Quand Delacroix eut vu flotter sur Notre-Dame le drapeau aux trois couleurs, quand il reconnut, lui, le fanatique de l'Empire… l'étendard de l'Empire, il n'y tint plus : l'enthousiasme prit la place de la peur, et il glorifia ce peuple qui, d'abord, l'avait effrayé. »

Ces scènes de combat font aussi écho chez Delacroix à celle du geste de 1789. Au moment de la réalisation de la toile, il travaille parallèlement sur deux tableaux inspirés de la Révolution française pour décorer la nouvelle Chambre des députés. Mais la « vraisemblance poétique devait l'emporter sur la véracité d'un simple reportage » et l'œuvre dépasse la seule évocation d'une scène d'émeute.
Sa Liberté a sans doute été inspirée d'une lecture des poèmes La Curée d'Auguste Barbier et de Casimir Delavigne Une semaine à Paris, publié en 1830 dans La Revue de Paris qui décrit la foule des émeutiers guidée par une femme du peuple, allégorie de la Liberté.
Au-delà, l'œuvre multiplie les références picturales notamment au Radeau de La Méduse.

## Signification et portée

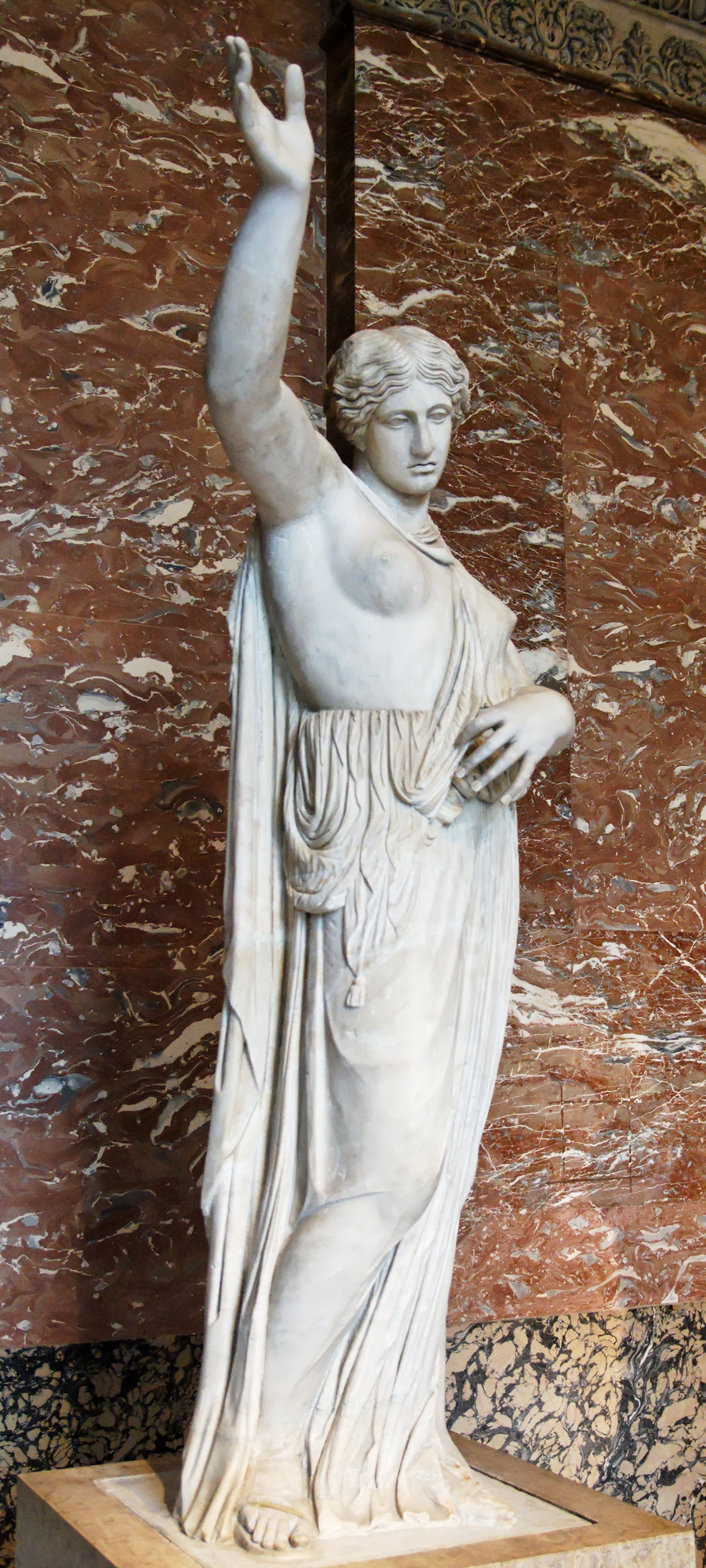
Amazone blessée du type de Sôsiklès. Copie romaine d'après un original grec du

Le personnage central féminin attire tous les regards. La Liberté emprunte autant à la statuaire antique – drapé, pieds nus, poitrine offerte – qu'aux représentations de la femme du peuple à la lourde musculature et à la peau hâlée. Elle emprunte de même aux allégories sereines et hiératiques de la Liberté et de la République qui voient le jour après 1789, comme celles d'Antoine-Jean Gros ou de Nanine Vallain. Elle est ici tant une idée qu'une personne réelle, à mi-chemin entre le tangible et l'idée. C'est cette superposition de références et cette incertitude qui marque Heinrich Heine qui donne un long commentaire littéraire de l’œuvre : « une douleur impudente se lit dans ses traits, au total bizarre mélange de Phryné, de poissarde et de déesse de la liberté ». Curieusement, cette figure allégorique se mêle aux hommes et participe directement aux combats. Elle rassemble le peuple, les faubourgs et la bourgeoisie déclassée dans un même lyrisme révolutionnaire, portée par la construction pyramidale.
Pour l'historien Jean-Clément Martin, le sein dénudé n'est pas simplement un code artistique calqué sur le modèle antique de Niké (déesse personnifiant la Victoire) mais représente la femme comme mère nourricière, ce qui précisément limitait sa liberté.
Pilier et piédestal, le peuple, dont la misère est sublimée par l'action héroïque, y est représenté comme un élément actif de la révolution. Cette lecture des événements de 1830 a, d'ailleurs, indisposé le premier public bourgeois, qui reproche à la Liberté la pilosité de son aisselle (montrée dans l'ambiguïté du jeu allégorique de Delacroix, elle choque plus que la nudité), et aux protagonistes leur « saleté », transgression des codes de la peinture académique.
Delacroix joue sur un registre patriotique en restreignant volontairement sa palette de couleur et disséminant dans le tableau par un « motif conducteur » (leitmotiv) les trois couleurs du drapeau national. Il produit un effet d'identification : le public se sent appelé, sent qu'il fait partie du peuple – même si ce dernier est dépeint sous des traits ambigus.
Delacroix compose la scène à l'encontre des principes de la peinture de guerre auxquels les scènes de combats des révolutions de 1830 et 1848 se sont conformés. Les insurgés font face au spectateur, le dominent et marchent sur lui. Les adversaires ne sont que peu visibles, perdus dans les fumées de l'arrière-plan. Enfin, les assaillants forment une troupe disparate, dont chaque membre semble emprunter plusieurs directions.

## Réception, conservation et exposition
Le lyrisme et la violence à l'œuvre dans la toile ont tout d'abord surpris le public. Mais c'est surtout l'image qui est donnée de la populace et plus généralement de combattants des journées de juillet qui a scandalisé la critique. « Vraiment, M. Delacroix a peint notre belle révolution avec de la boue ». Les détails morbides, les représentations sans concession du sale (peau laiteuse, pieds sales, ongles noirs, poils pubiens du cadavre à gauche) choquent les partisans d'un nouveau régime qui souhaite apaiser les classes populaires et donner une image idéalisée des combats.
Louis-Philippe ne le fait pas directement acheter par la Couronne mais indirectement par le ministère de l'Intérieur, en octobre, pour la somme modeste de 3 000 francs. Il fait brièvement exposer la toile, non pas dans la Salle du Trône aux Tuileries, mais au musée Royal (le palais du Luxembourg), puis à Versailles, avant qu'elle ne soit décrochée en 1832, le gouvernement d'Adolphe Thiers refusant que ce tableau soit exposé, de peur qu'il n'incite à d'autres émeutes populaires, telle que l'insurrection républicaine à Paris en juin 1832. En échange de deux toiles moins dérangeantes de Delacroix, le tableau est rendu à l'artiste, probablement en juillet 1839, par son ami Hygin-Auguste Cavé, directeur des Beaux-Arts. Il est conservé dans des conditions précaires à Frépillon, chez sa tante Félicité Riesener, jusqu'à la mort de celle-ci. Delacroix récupère le tableau en 1848 à la suite de la révolution de février, et, à sa demande, la toile reprend le chemin du musée du Luxembourg, où elle est rapidement remisée dans ses réserves. Il obtient la permission de la faire figurer à l'exposition universelle de 1855, sa première présentation à un large public, moyennant des retouches au bonnet phrygien dont le rouge vif est jugé trop subversif. De nouveau transférée au musée du Luxembourg (refuge des artistes vivants, d'où les plus dignes, après leur mort, doivent s'acheminer vers le Louvre), la toile n'y est exposée qu'en 1863 avant d'être finalement accueillie dans les collections du Palais du Louvre en 1874, sous la Troisième République, où elle est exposée depuis de manière permanente et abondamment reproduite par les manuels d'histoire pro-républicains. Cette absence pendant de nombreuses années a ainsi contribué à son statut d'œuvre mythique,.

## Postérité
La scène a probablement inspiré à Victor Hugo sa barricade dans Les Misérables et plus particulièrement son personnage de Gavroche,.
La Liberté guidant le peuple figure parmi les œuvres du XIXe siècle les plus mobilisées au XXe siècle que ce soit pour un usage officiel, publicitaire ou scolaire. En France, elle prend valeur d'emblème. Son ancrage patriotique lui vaut de devenir un symbole républicain à partir de 1848, voire une icône de la République : « il faut attendre que la IIIe République soit solidement installée pour que les attributs de la Liberté perdent leur aspect subversif. Dès lors, le tableau de Delacroix entre dans le patrimoine républicain et semble incarner la longue lutte de la république contre la monarchie. Peu à peu, il perd en évocation révolutionnaire ce qu’il gagne en symbolique républicaine ». L'œuvre illustre les billets de banque de cent francs de 1978 à 1995. La Liberté se meut en Marianne pour la série de timbres d'usage courant gravé par Pierre Gandon, « Liberté » de 1982 à 1990, ou pour La Marianne de Mai 68 de Jean-Pierre Rey.
L'œuvre incarne l'idéal révolutionnaire et le combat pour la liberté et pour cela a suscité de nombreuses relectures, appropriations, citations et imitations. Sa forte charge politique lui vaut d'être mobilisée pour envoyer des messages forts. En 1936, John Heartfield l'insère dans son photomontage, La liberté même se bat dans leurs rangs. Elle est détournée en 1995-1996 par l'artiste chinois Yue Minjun qui l'associe à la révolte de Tian'anmen. Le photographe français Gérard Rancinan en propose son interprétation contemporaine et photographique – La Liberté dévoilée (2008) – sous une forme volontairement provocatrice. Dans le domaine politique et médiatique, la silhouette allégorique a inspiré les logos du groupe politique Debout la France ainsi que celui de l'hebdomadaire politique Marianne. En 2009, l'affiche de la fête de l'Humanité comporte, au premier plan, la Liberté noire, porteuse d'un drapeau rouge et d'une guitare électrique, avec la poitrine couverte. Andy Singer revisite l'œuvre en 2015 pour dénoncer le pouvoir des firmes transnationales. En 2019, le street artist Pascal Boyart réalise sur un mur rue d'Aubervilliers à Paris, une fresque inspirée de Delacroix représentant une Marianne guidant des Gilets jaunes. L'artiste afro-américain engagé Kadir Nelson fait référence au tableau pour illustrer en 2020 la lutte antiraciste dans une couverture du mois de juillet du magazine Rolling Stone.
Sa valeur patrimoniale lui vaut d'inspirer de nombreuses caricatures de presses et la rend sujettes aux détournements publicitaires. L'œuvre est ainsi pastichée en 1999 par le collectif La Brigade sur la pochette du maxi Libérez. En 2008, elle illustre la pochette du quatrième album de Coldplay, Viva la Vida or Death and All His Friends, référence au tableau de Frida Kahlo. Dans le film Mustang, lorsque l'oncle des adolescentes (héroïnes du film) veut les rééduquer moralement, la grand-mère retire une photo de La Liberté guidant le peuple de leur chambre.
En tant qu'œuvre remarquable dans l'histoire de l'art occidental, elle fait l'objet d'un hommage dans le tableau George Sand dans l'atelier de Delacroix avec Musset, Balzac et Chopin réalisé par le peintre péruvien Herman Braun-Vega à la demande des Musées de Châteauroux, en 2004, à l'occasion du bicentenaire de la naissance de George Sand. Au delà de l'hommage à George Sand, ce tableau est pour Braun-Vega, l'occasion de souligner la filiation artistique entre Goya et Delacroix et la similitude entre La liberté guidant le peuple et deux tableaux : Dos de mayo et Tres de mayo peints par Goya. Le tableau hommage de Braun-Vega est exposé pour la première fois en 2004–2005 au Couvent des Cordeliers de Châteauroux.
L'œuvre a plusieurs fois été censurée, sa nudité étant jugée indécente. Prêtée par le Louvre au Musée national de Tokyo pour y être exposée du 26 février au 28 mars 1999, la toile est transportée par un Airbus Beluga sur le fuselage duquel est imprimée une photographie du tableau. Pour ne pas heurter la population du Bahreïn où l'avion fait escale, Airbus Industrie a masqué les seins par un stick. En 2006, elle est considérée comme « undignified or improper » par essence (« manquant de dignité ou indécent »). Elle illustre l’étiquette de la bière des Sans-Culottes (brasserie La Choulette) et sa commercialisation a donné lieu à un débat sur la liberté d'expression dans le Maine et dans quatre autres États des États-Unis,. La même année, le ministère de l'Éducation nationale turc censure des manuels scolaires comportant une reproduction du tableau. Il a connu également en mars 2018  la censure de Facebook qui, invoquant « une image de nudité », a temporairement bloqué sa diffusion.
Au moins deux photographies prises le 11 janvier 2015 à Paris lors de la grande manifestation hommage aux victimes des attentats des jours précédents, notamment contre Charlie Hebdo, ont été a posteriori nommées Le Crayon guidant le peuple, du fait de leur similitude esthétique et symbolique avec le tableau. Les photographies représentent des manifestants montés sur le groupe monumental du Triomphe de la République de Jules Dalou, place de la Nation à Paris.
À partir du 4 juin 2025, plusieurs sites pornographiques du groupe Aylo — Pornhub, YouPorn et RedTube — bloquent leur accès aux visiteurs localisés en France, afin de protester contre une loi française obligeant les sites pour adultes à vérifier strictement l'âge des visiteurs ; les vidéos sont remplacées par un texte exposant la position de l'entreprise, illustré par une portion de La Liberté guidant le peuple, colorisée en orange, couleur du logo de Pornhub.

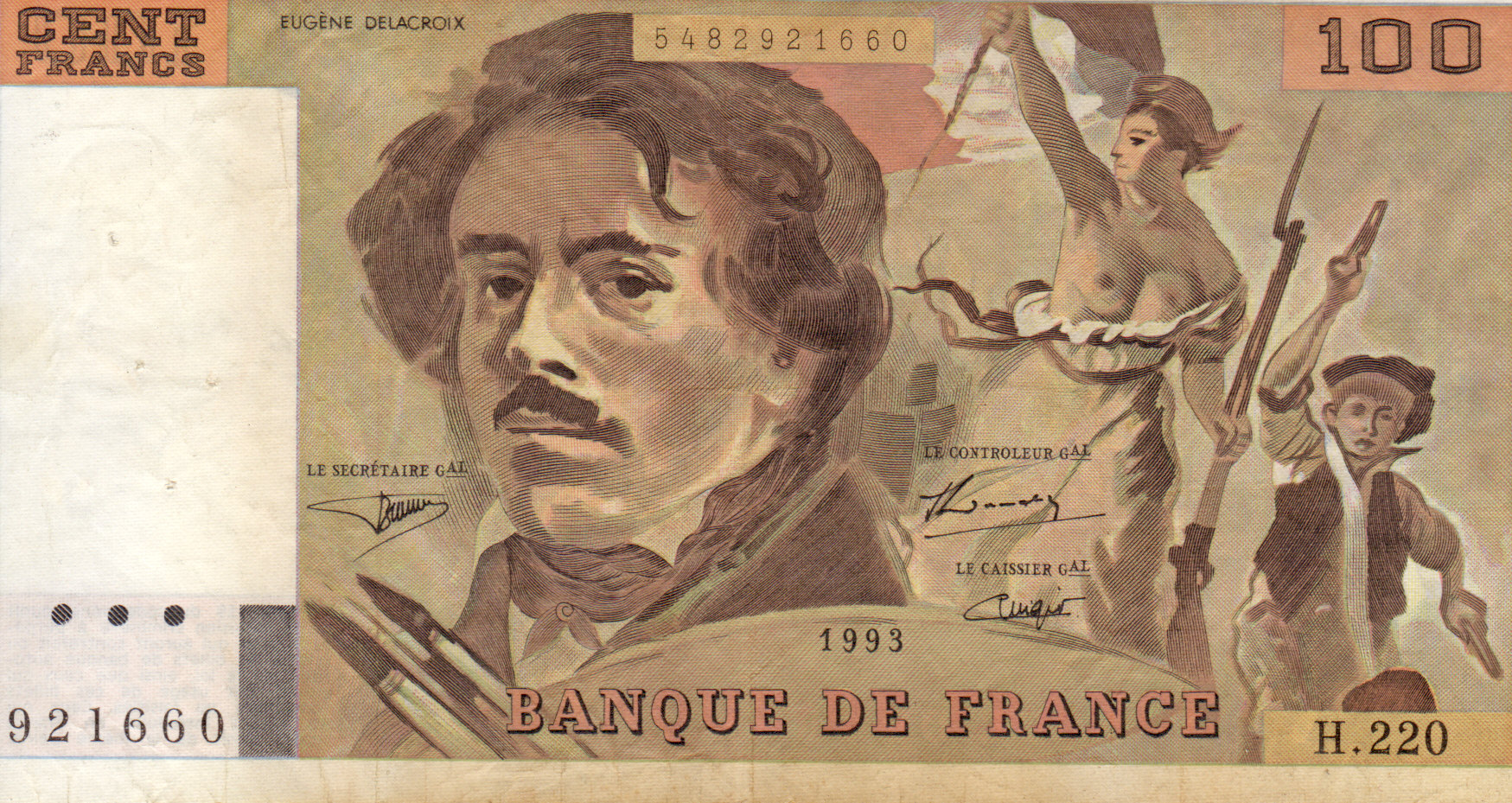
Au recto du billet de banque 100 francs Delacroix, l'autoportrait d'Eugène Delacroix tenant au premier plan, sa palette et ses pinceaux devant un détail du tableau, La Liberté guidant le peuple.
Mur de séparation traversant Bethléem.
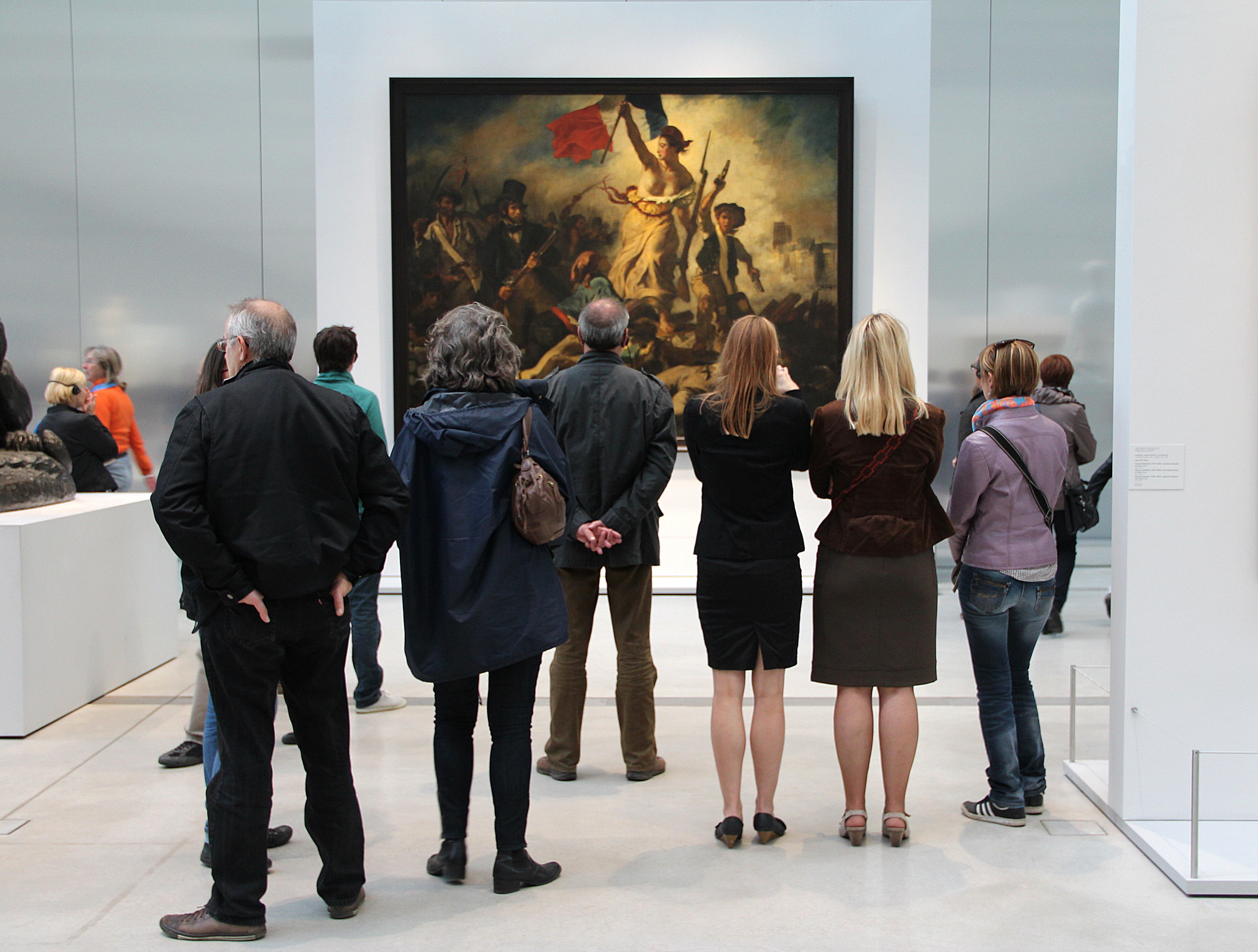
La toile exposée au Louvre-Lens.

## Déplacements

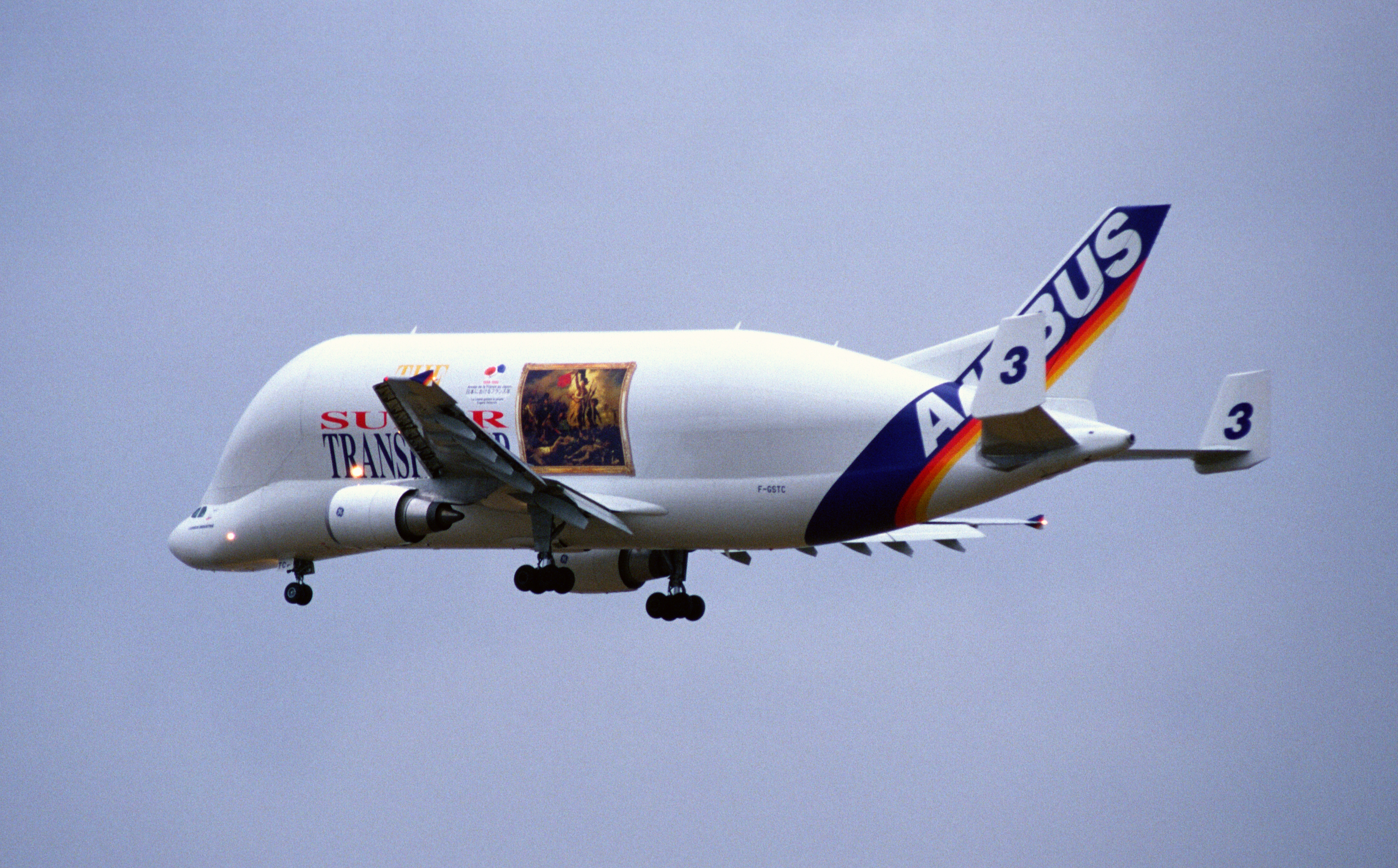
En 1999, le tableau d'Eugène Delacroix La Liberté guidant le peuple est transporté par un Beluga.

Située dans la salle Mollien, au musée du Louvre, l'œuvre est plusieurs fois déplacée pour être prêtée à des expositions temporaires. En 1956, une tournée de l'œuvre dans le bloc de l'Est est projetée, notamment à Varsovie, Moscou et Leningrad, mais ce projet n'aboutit pas en raison de l'inquiétude des autorités communistes face à la situation politique en Hongrie. En 1999, le tableau est transporté par un Beluga d'Airbus, qui est décoré avec une reproduction de l’œuvre constituée de panneaux adhésifs. Les dimensions du tableau, sa valeur et sa fragilité imposaient ce type de transport, en raison de la taille du caisson créé spécialement pour le protéger : destiné à annuler les vibrations et les variations climatiques, il est équipé de capteurs et mesure 3,50 × 4,50 m,. Deux restaurateurs sont également intervenus sur le tableau afin de le préparer à l'épreuve de ce voyage. À Tokyo, le tableau a été vu par 350 000 visiteurs en moins d'un mois.
Le tableau est déplacé une seconde fois à Strasbourg en 2004[réf. souhaitée]. En 2012, il est prêté à l'antenne du musée à Lens, pour l'exposition La Galerie du temps. Le 7 février 2013, une visiteuse vandalise la toile au marqueur ; l'inscription étant superficielle et restée en surface du vernis sans atteindre la couche picturale, elle est nettoyée le jour suivant. Le tableau est retourné dans les murs du musée du Louvre le 11 décembre 2013.